# Hypsiboas albopunctatus
Hypsiboas albopunctatus és una espècie de granota que viu a l'Argentina, Bolívia, el Brasil, el Paraguai i l'Uruguai.